# Aeroporto Internazionale di Manila-Ninoy Aquino
L'aeroporto internazionale di Manila-Ninoy Aquino (in filippino: Paliparang Pandaigdig ng Ninoy Aquino, codice IATA: MNL, ICAO: RPLL), conosciuto anche come NAIA, serve la città di Manila e l'area metropolitana che la circonda, nelle Filippine. È situato nel territorio comunale di Pasay e di Parañaque, circa 7 km a sud della città di Manila e a sud-ovest di Makati. È il maggiore aeroporto delle Filippine e viene gestito dall'autorità dell'aeroporto internazionale di Manila, che dipende dal Dipartimento dei Trasporti e delle Comunicazioni del Governo filippino.
Ha preso il nome in onore del politico filippino Benigno Aquino Jr., che fu assassinato proprio in questo aeroporto nel 1983. Negli ultimi anni sono molto aumentati i passeggeri transitati, passati dai 18 milioni del 2006 agli oltre 29 milioni del 2011. Quest'impennata delle presenze ha creato la necessità di decongestionare il traffico aereo del Ninoy Aquino. Manila è servita anche dall'Aeroporto di Clark, situato nei pressi di Angeles, 85 km a nord del Ninoy Aquino. Il Governo sta valutando da alcuni anni se chiudere l'aeroporto Aquino e potenziare quello di Clark, che sorge su un terreno più ampio ed attualmente ospita la maggior parte dei voli a basso costo delle Filippine.
L'aeroporto è hub per le compagnie aeree: 
- Cebu Pacific
- Philippine Airlines
- Philippines AirAsia

## Terminal

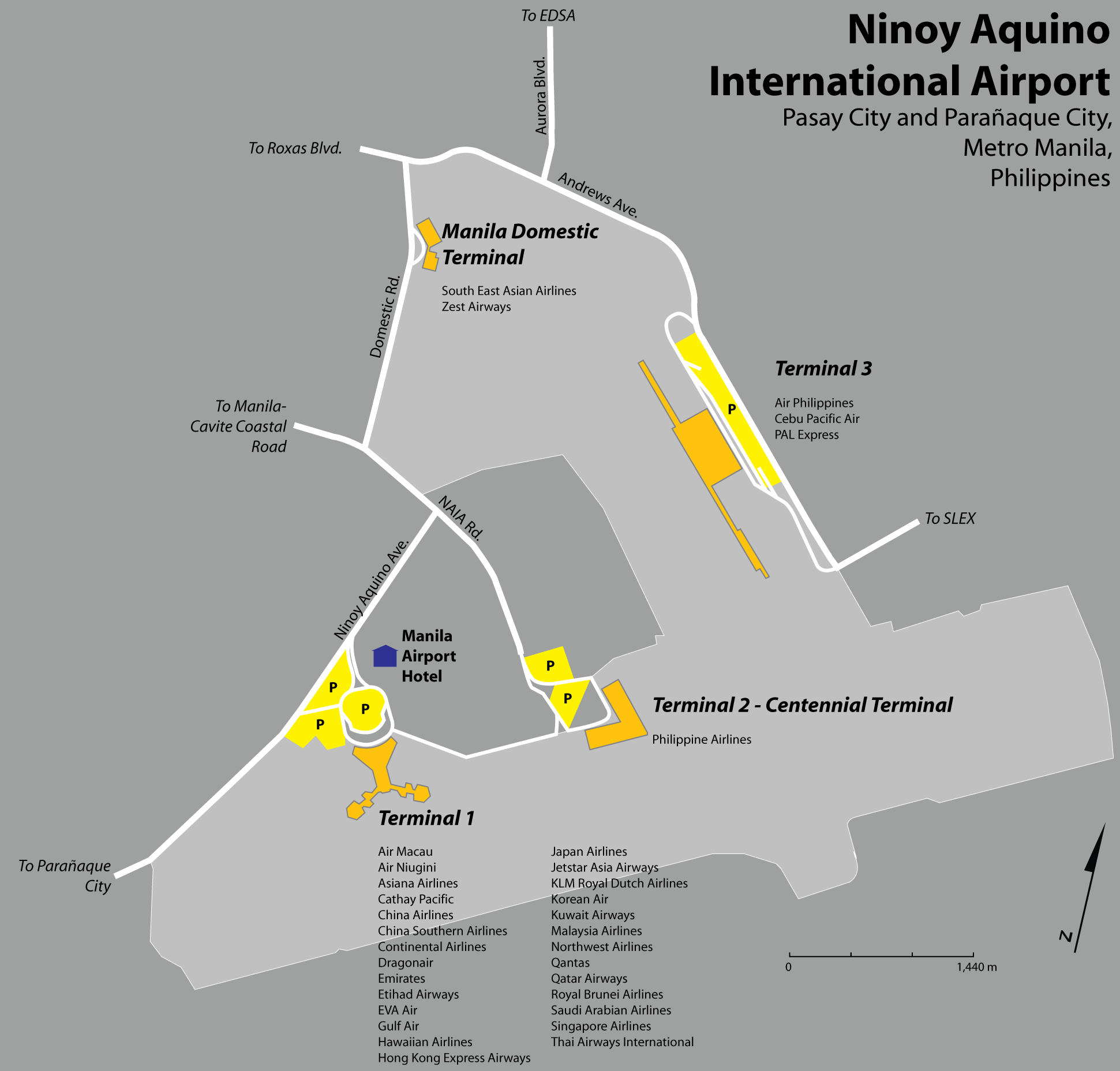
Mappa dell'aeroporto

Terminal 1utilizzato esclusivamente per i voli internazionali. 18 compagnie aeree operano qui. Il più grande operatore è Philippine Airlines
Terminal 2utilizzato esclusivamente per i voli nazionali. Tutti i voli nazionali di Philippine Airlines, Philippines AirAsia e Royal Air partono e arrivano a questo terminal.
Terminal 3utilizzato per voli internazionali e nazionali. Cebu Pacific è l'unico operatore nazionale in questo terminal.
Terminal 4utilizzato esclusivamente per voli nazionali con turboelica.